# 智利—越南關係
智利－越南關係（越南语：／*/?）是智利共和国和越南社会主义共和国当前和历史上的关系。智利已经在河内设立大使馆并在胡志明市设立名誉领事馆，而越南在圣地亚哥设有大使馆。两国都是亚太经济合作组织成员国，也是PTT的主要签署国。

## 历史
在越南民主共和国成立之初至阿连德执政前，智利政府于1955年11月10日给予越南共和國外交承认，但没有与越南共和国建交。薩爾瓦多·阿葉德于1970年上台後不久，智利即与越南民主共和国于1972年建交。然而，一年后，奥古斯托·皮诺切特发动政变推翻了阿葉德，成立军政府。皮诺切特是一个反共主义者，他对越南共产党政府怀有敌意，便于1973年9月12日宣布与越南民主共和国断交，并于1974年3月与越南共和国建交，直到1975年南越灭亡后为止。20世纪80年代，越南的计划经济摇摇欲坠，而智利则实现了显著的经济增长，被誉为“智利奇迹”。1991年11月6日，越南与智利恢复外交关系。

## 经济关系
在20世纪80年代末，两国都经历了巨大的变化。越南于1986年开始经济改革，智利于1990年从军政府过渡到民主政府，两国关系解冻。智利已成为拉丁美洲对越南最大的经济投资国之一。截至2017年，越南是智利在东盟的第二大贸易伙伴。

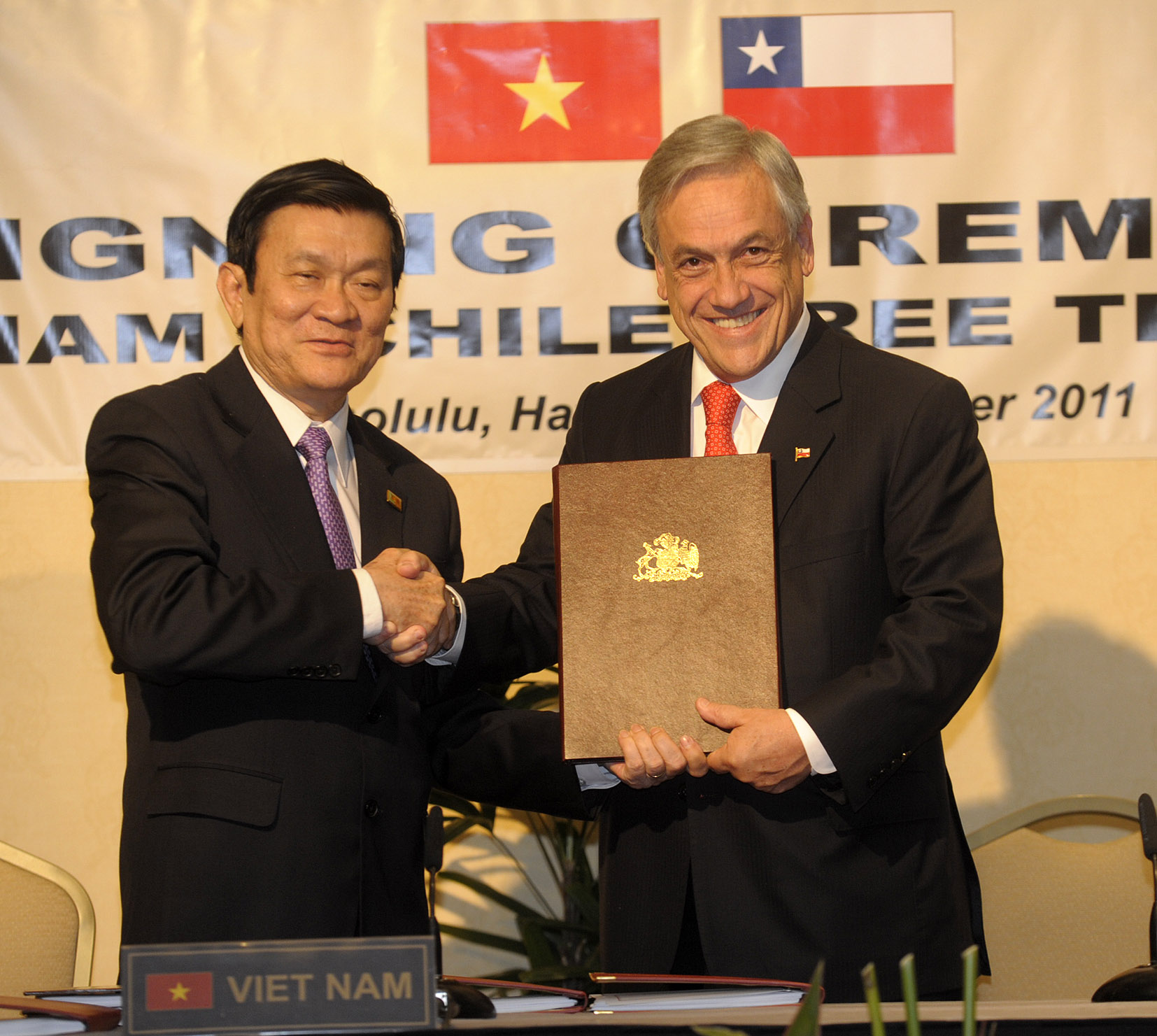
2011年，越南国家主席张晋创会见智利总统塞巴斯蒂安·皮涅拉

正如智利驻越南大使克劳迪奥·德内格里所赞扬的那样，两国一直在深化其贸易和经济关系，这种关系现在比通常的两国之间的贸易关系要深入得多。
两国于2014年签署了一项自由贸易协定，并在2017年总统米歇尔·巴切莱特访问越南时得到了再次确认。

## 旅游和签证

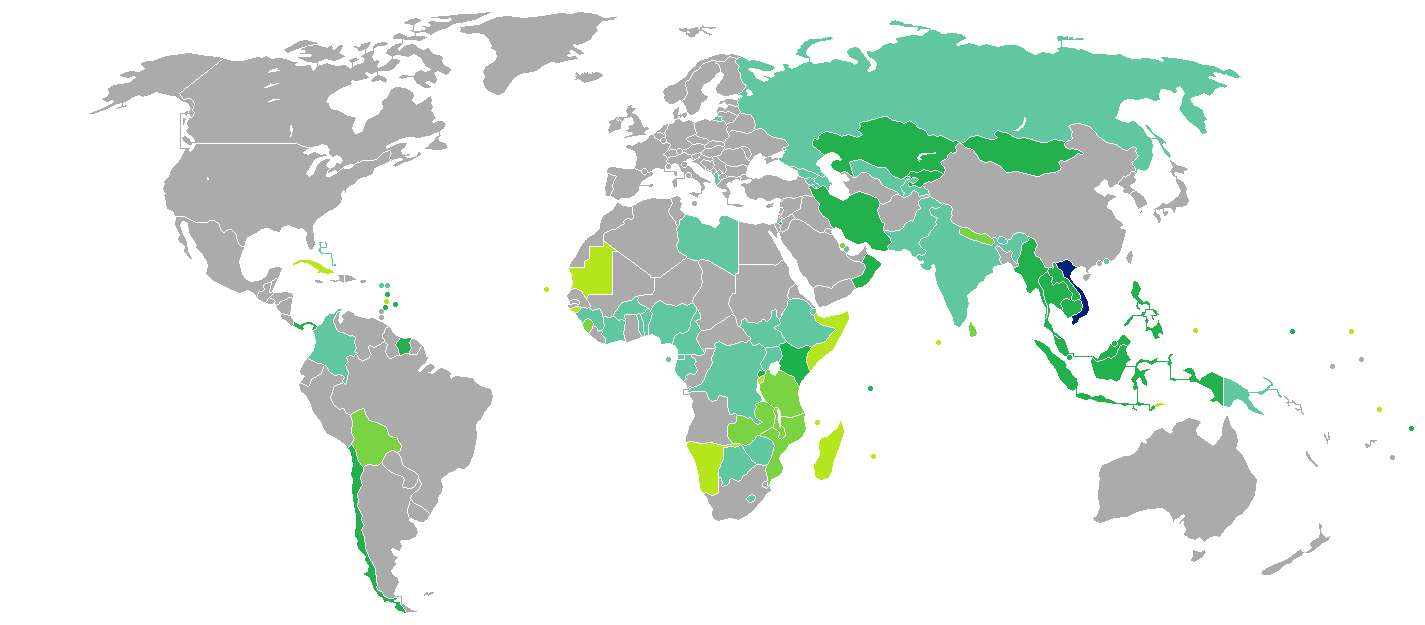
持越南護照的越南公民可以免簽證的方式入境智利。

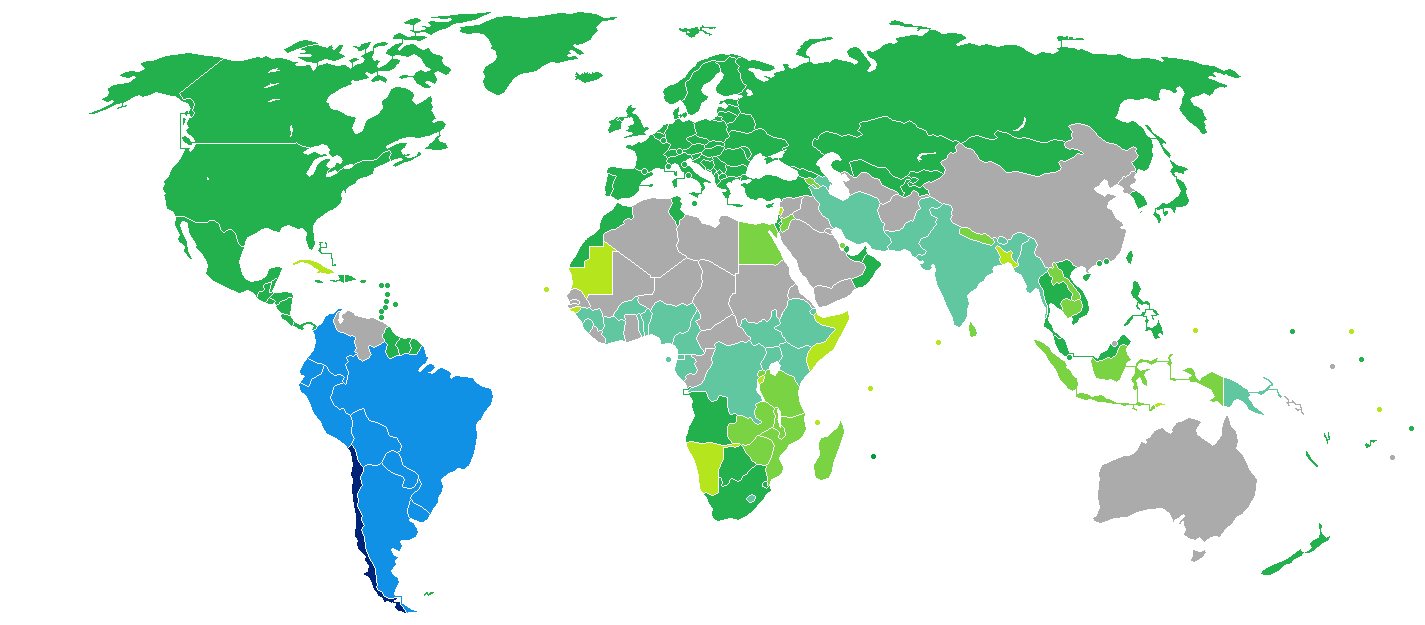
持智利護照的智利人口可以免簽證的方式入境越南。

自2017年8月11日起，持越南護照的越南公民可以通过智利的国际口岸免签入境智利90天，但护照的有效期至少要在6个月以上。
持智利護照的智利公民可以从可以通过越南的国际口岸免签入境，停留期最长不超过90天，但是以营利性活动为入境目的除外。若前往富国岛，可在岛上免签证停留30天。

## 文化交流
智利首都圣地亚哥郊区的塞罗纳维亚市有以胡志明命名的公园，公园內亦設有胡志明銅像。
2019年9月24日，智利驻越南大使馆与越南国家图书馆在越南首都河内联合举行了关于智利诗人加夫列拉·米斯特拉尔的展览会。